# Terry Le Sueur

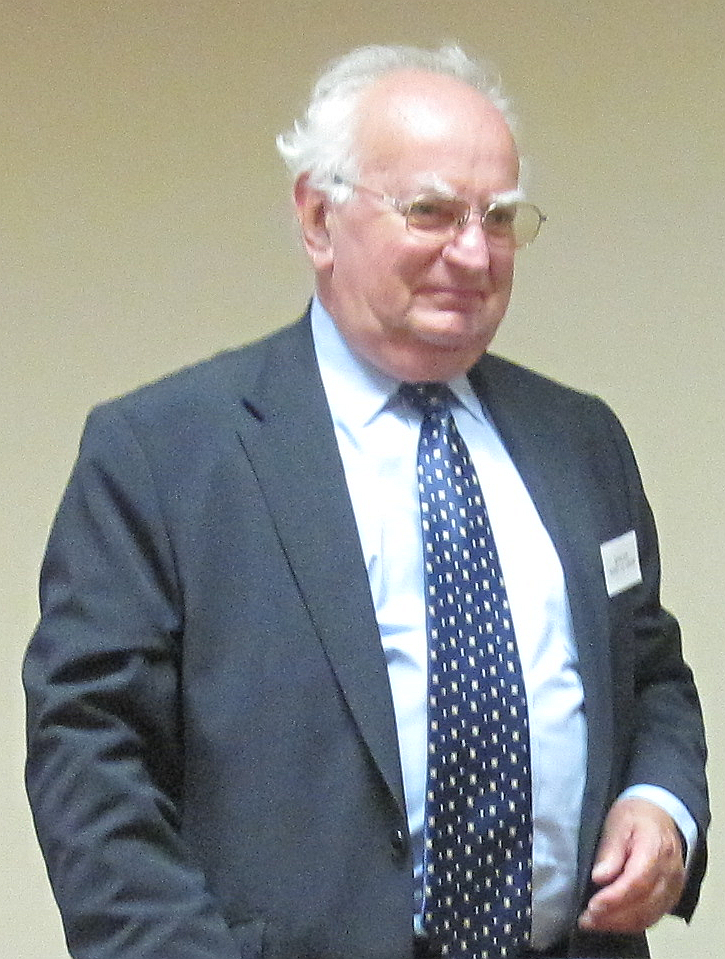
Terr< Le Sueur (2009)

Terence „Terry“ Augustine Le Sueur (* 1942 in Millbrook, Saint Helier, Jersey) ist ein britischer Politiker, der zwischen 2008 und 2011 Chief Minister von Jersey war.

## Leben
Le Sueur absolvierte nach dem Besuch des De La Salle College ein Physikstudium am Jesus College der University of Oxford und war dort als King Charles Exhibitioner tätig. Nach Abschluss des Studiums arbeitete er zunächst als Physiklehrer am De La Salle College sowie anschließend als Buchhalter.
1987 wurde er erstmals zum Abgeordneten der States of Jersey gewählt und vertrat in diesen nach seinen Wiederwahlen 1990, 1993 und 1996 bis 1999 die Wahlkreise St. Helier No. 3 (Vingtaine du Rouge Bouillon und Vingtaine du Mont à l'Abbé) sowie St. Helier No. 4 (Vingtaine du Mont Cochon). Während seiner Abgeordnetentätigkeit wurde er 1990 Vorsitzender des Ausschusses für soziale Sicherheit sowie Vize-Vorsitzender des Ausschusses für den öffentlichen Dienst und Telekommunikation. Bei den Wahlen 2005 wurde er als Senator in die States of Jersey gewählt und gehörte diesen nunmehr nach seiner Wiederwahl 2005 bis 2011 an. Im Dezember 2005 übernahm er in der Regierung von Chief Minister Frank Walker das Amt des Ministers für Schatz und Ressourcen (Minister for Treasury and Resources), welches er bis Dezember 2008 innehatte. In seiner Funktion als Finanzminister erklärte er in dem 2008 unter der Regie von Erwin Wagenhofer entstandenen österreichischen Dokumentarfilm Let’s Make Money die Entwicklung der Insel Jersey von einer agrar- und tourismuslastigen Wirtschaft hin zu einem internationalen Finanzzentrum und einer der größten Steueroasen.
Am 12. Dezember 2008 löste Le Sueur schließlich Frank Walker als Chief Minister von Jersey ab. Dabei konnte er sich bei der Wahl in den States of Jersey mit 36 zu 17 Stimmen deutlich gegen Senator Alan Breckon durchsetzen. Am 12. Dezember 2008 trat er sein Amt offiziell an. Das Amt des Chief Minister hatte er bis zum 18. November 2011 inne und wurde dann durch Ian Gorst abgelöst. Für seine Verdienste um Jersey wurde ihm am 1. Januar 2012 das Offizierskreuz des Order of the British Empire (OBE). Im Mai 2012 wurde er vom Ausschuss für öffentliche Konten zur Zahlung von Abfindungszahlungen „(Goldene Handschläge)“ für ehemalige Staatsbedienstete befragt.